# Иосиф Обручник
Ио́сиф Обру́чник (Ио́сиф Пло́тник), (ивр. יוֹסֵף‎, Йосеф, греч. Ιωσήφ ο Μνήστωρ) — согласно Новому Завету (Мф. 1:18 и след.), обручённый муж Пресвятой Богородицы.

## Жизнеописание
Иосиф, согласно евангельскому рассказу, по прямой линии происходил из рода царя Давида, но находился в бедности и, проживая в глухом городке Назарете, занимался плотничеством.

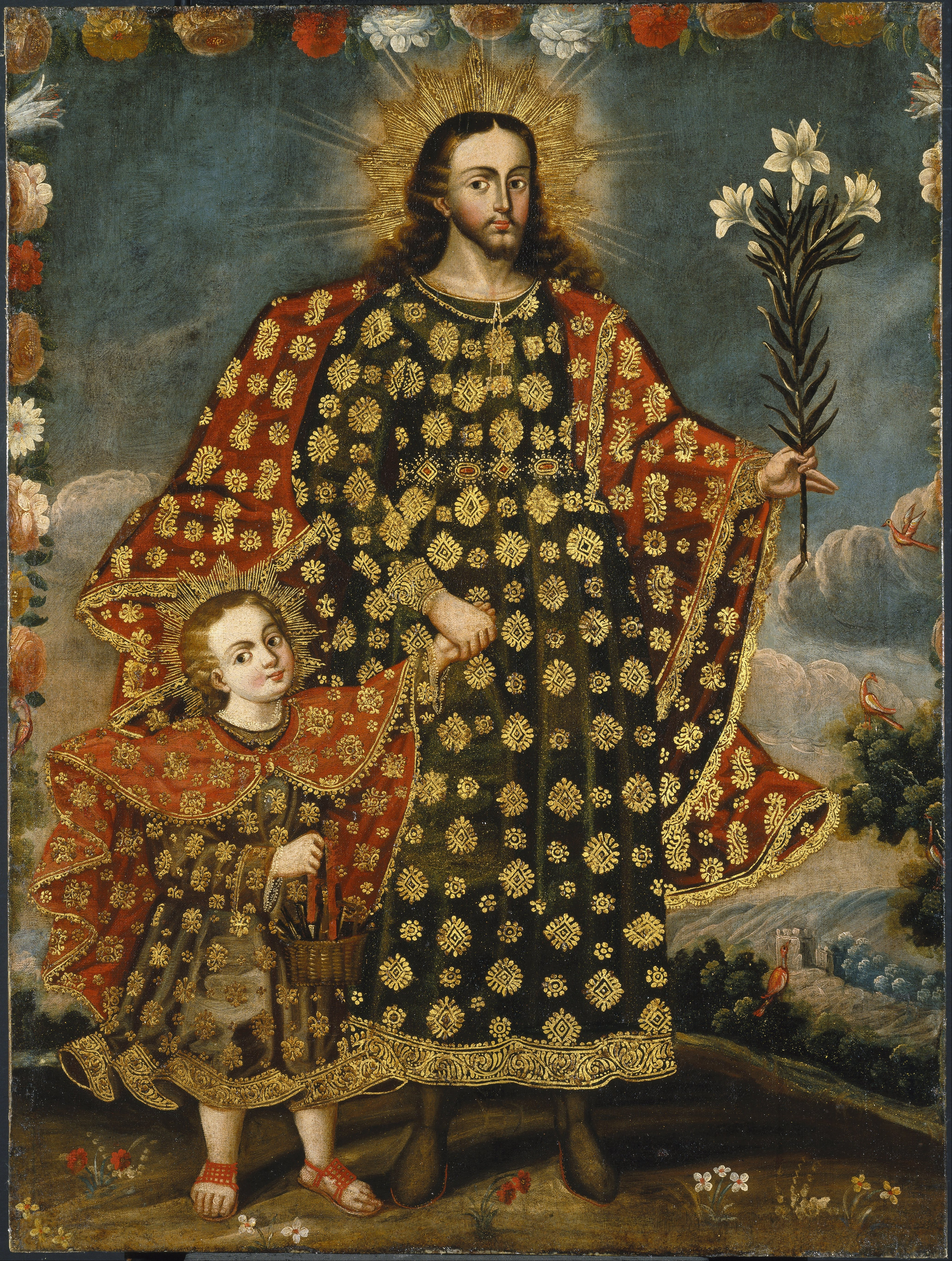
Святой Иосиф с ребёнком-Христом. Живопись школы Куско, Перу

После смерти первой жены Иосиф уже в преклонном возрасте обручился с Девой Марией, будущей матерью Иисуса. Согласно Евангелию от Матфея (Мф. 1:18—24), после их обручения, прежде «нежели сочетались они», Иосиф узнал, что Она беременна и желал «тайно отпустить Её». После этого архангел Гавриил явился во сне Иосифу и успокоил его, сказав: «не бойся принять Марию, жену твою, ибо родившееся в Ней есть от Духа Святаго; родит же Сына, и наречешь Ему имя Иисус, ибо Он спасет людей Своих от грехов их». После этого, как повествует евангелист, «Иосиф принял жену свою, и не знал Её, как наконец Она родила Сына Своего первенца, и он нарек Ему имя: Иисус».
О жизни его, кроме обстоятельств рождения Христа, известно мало, хотя апокрифическая литература и старалась восполнить этот пробел.
Некоторые источники сообщают, что Иосиф был женат дважды. Мария была второй женой и от первого брака у него осталось шесть детей: четыре сына и две дочери (подробнее см. Ближние Иисуса).
Полагают, что он скончался в возрасте около ста лет, по-видимому вскоре после посещения Иерусалима с двенадцатилетним Иисусом Христом, так как о нём после того уже не упоминается.
Под его именем известно апокрифическое евангелие: «История Иосифа-плотника».

## Родословие Иисуса

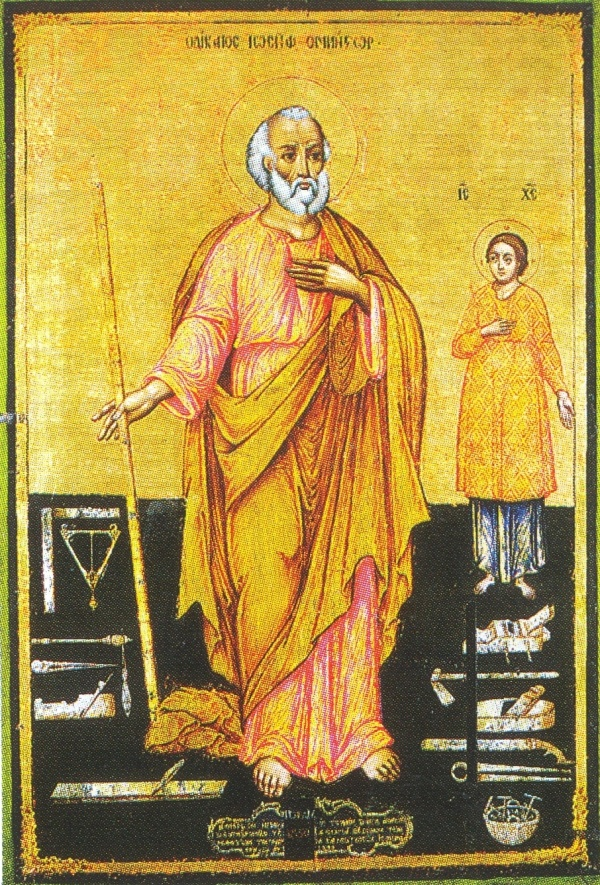
Болгарская икона: Иосиф с юным Христом и столярными инструментами

Евангелие от Матфея начинается с родословия Иисуса Христа. Фактически это родословие Иосифа, «мужа Марии, от Которой родился Иисус, называемый Христос» (Мф. 1:16). В Евангелии от Луки также есть родословие Христа: «Иисус, начиная Своё служение, был лет тридцати, и был, как думали, Сын Иосифов, Илиев…» (Лк. 3:23). Эти два родословия не совпадают, в промежутках между Давидом и Иосифом почти что нет общих имен, кроме Зоровавеля. В частности, на это противоречие указывал император Юлиан. Учители церкви, такие как Иероним Стридонский, объясняют противоречие левиратом. Согласно этой версии, Иаков, отец Иосифа по родословию Матфея, и Илий, отец Иосифа по родословию Луки, родились от одной матери (по преданию, её звали Эстой), но разных отцов. Илий умер бездетным, и Иаков восстановил ему семя, взяв за себя его вдову.

## День святого Иосифа Труженика в Католической церкви
Католики отмечают два праздника в честь святого Иосифа:
- 19 марта — день Иосифа Обручника как главы и покровителя Святого семейства
- 1 мая — день Иосифа Труженика как покровителя всех трудящихся

Папа Пий XII учредил праздник Иосифа Труженика в 1955 году, придав светскому празднику труда новое религиозное значение — Иосиф Труженик является для христиан образцом терпения, выносливости и трудолюбия.

## Особенности иконографии
Нередко на канонических православных иконах Рождества Христова рядом с Иосифом Обручником изображается некий сгорбленный старичок. Так в иконографии этого праздника принято изображать дьявола, который искушает Иосифа сомнениями при известии о беспорочном зачатии Христа во чреве Девы Марии. Иногда лукавого изображают прямо в виде беса.
Помню, лет 20 назад в Москве был археологический съезд. Речь зашла о том, кто изображался на древних иконах Рождества Христова внизу, в уголке, против праведного Иосифа Обручника, сидящего с закрытыми глазами. … Простой иконописец из Палеха объяснил, что эта фигура изображает искусителя, во сне влагающего Иосифу помыслы подозрения против Пресвятой Девы… «Видите, сказал этот иконописец, у него и голова закрыта, чтобы рога спрятать, и ноги не видны, а на старых иконах ноги кончаются копытцами…». .
Согласно Дмитрию Антонову, историку специализирующемуся в том числе и в области иконографии, версия о злом начале сгорбленного старика (грешник, дьявол и тому подобное) появилась в русской иконографии примерно в XVII столетии и является продуктом мифотворчества. Впоследствии эта трактовка получила всё более широкое распространение и признание, хотя ранее старик изображался одним из нескольких пастухов, преклоняющихся новорождённому Иисусу Христу.